# 2018~2019년 남서인도양 사이클론
이 문서는 2018년부터 2019년까지 발생하는 남서인도양에 발생하는 사이클론에 대해 기록하고 있다. 총 15개의 사이클론이 발생하였으며 이는 가장 많은 사이클론이 발생한 해이다.
또한 가장 재산피해가 많은 해이기도 하다.

## 활동한 사이클론

### 제11호 강한 사이클론 이다이
남서인도양에서 가장 재산피해, 사망자가 많은 사이클론이다.

## 같이 보기
- 2018~2019년 오스트레일리아 근해 사이클론
- 2018~2019년 남태평양 사이클론

1. ↑  MFR 기준 매우 강 이상
2. ↑  MFR 기준 강 이상
3. ↑  MFR 기준 사이클론 이상